# Elija Godwin
Pour les articles homonymes, voir Godwin.
Elija Godwin (né le 1er juillet 1999 à Covington) est un athlète américain, spécialiste du 400 mètres.

## Biographie

### Accident (2019)
Le 7 mai 2019, Elija Godwin est victime d'un accident lors d'une séance d'entrainement à Athens (Géorgie) en s'empalant sur un javelot planté au sol alors qu'il effectuait des exercices de sprint en marche arrière. L’objet lui traverse le corps profondément et perfore un poumon avant de frôler son cœur.
Il fait son retour sur les pistes d'athlétisme en début de saison 2020.

### Médaillé olympique et champion du monde (2021-2022)

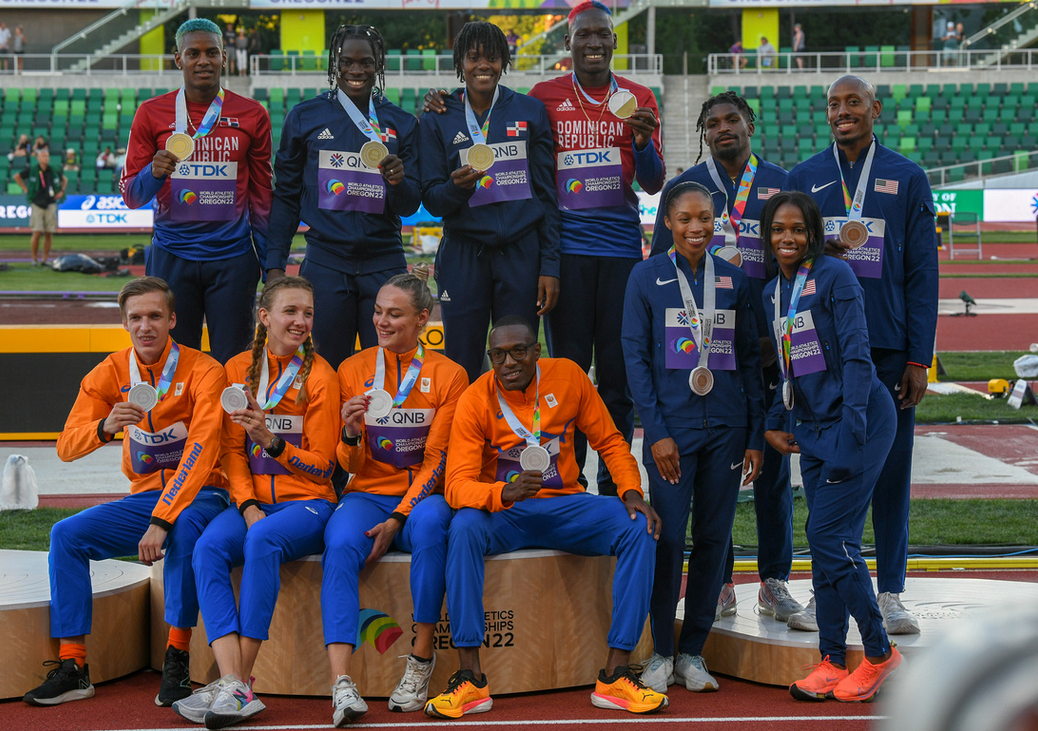
Podium du relais mixte lors des championnats du monde 2022.

En 2021, lors des Jeux olympiques de Tokyo, il s'adjuge la médaille de bronze du relais 4 × 400 mètres mixte grâce à sa participation aux séries.
Le 25 juin 2022 aux cours des championnats des États-Unis à Eugene, il porte son record personnel du 400 m à 44 s 34. Lors des championnats du monde 2022 à Eugene, il remporte la médaille de bronze du relais 4 × 400 m mixte, en compagnie notamment d'Allyson Felix. En fin de compétition, il devient champion du monde du relais 4 × 400 m aux côtés de Michael Norman, Bryce Deadmon et Champion Allison, l'équipe américaine établissant meilleure performance mondiale de l'année en 2 min 56 s 17.

## Palmarès
| Date | Compétition                    | Lieu    | Résultat | Épreuve         | Temps                    |
| ---- | ------------------------------ | ------- | -------- | --------------- | ------------------------ |
| 2018 | Championnats du monde juniors  | Tampere | 2e       | 4 × 400 m       | 3 min 5 s 26             |
| 2021 | Jeux olympiques                | Tokyo   | 3e       | 4 × 400 m mixte | Participation aux séries |
| 2022 | Championnats du monde          | Eugene  | 3e       | 4 x 400 m mixte | 3 min 10 s 16            |
| 2022 | Championnats du monde          | Eugene  | 1er      | 4 × 400 m       | 2 min 56 s 17            |
| 2025 | Championnats du monde en salle | Nankin  | 1er      | 4 x 400 m       | 3 min 2 s 13             |

## Records
| Épreuve       | Temps   | Lieu         | Date            |
| ------------- | ------- | ------------ | --------------- |
| 400 m         | 44 s 34 | Eugene       | 25 juin 2022    |
| 400 m (salle) | 44 s 75 | Fayetteville | 25 février 2023 |